# Motor d'inducció lineal

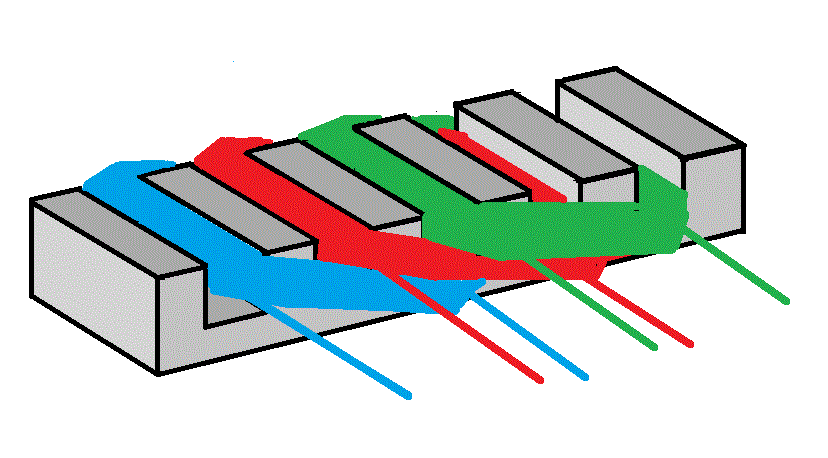
Un típic motor d'inducció lineal trifàsic. El nucli "primari" (gris) té ranures i els enrotllaments s'hi col·loquen un sobre l'altre. Una placa d'alumini a dalt (no mostrada) serveix com a "secundària" i es mourà amb relació a la primària si s'aplica una CA trifàsica.

Un motor d'inducció lineal (LIM) és un motor lineal asíncron de corrent altern (CA) que funciona segons els mateixos principis generals que altres motors d'inducció, però que normalment està dissenyat per produir moviment directament en línia recta. De manera característica, els motors d'inducció lineals tenen una longitud primària o secundària finita, que genera efectes finals, mentre que un motor d'inducció convencional està disposat en un bucle sense fi.

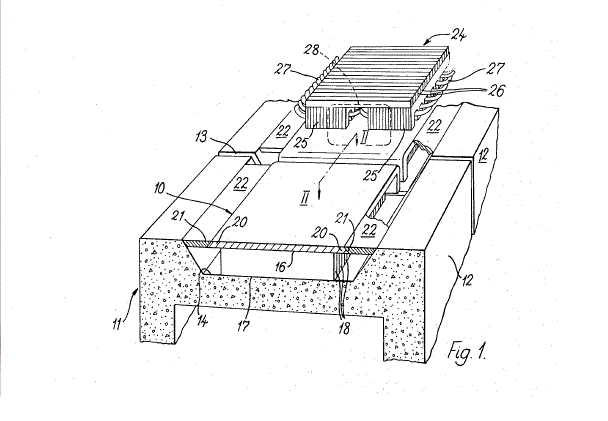
Un motor d'inducció lineal de flux transversal (aquí el primari és a la part superior de la imatge) i té dos conjunts de pols oposats costat a costat. (Imatge de la patent dels EUA 3824414 d'Eric Laithwaite)

Malgrat el seu nom, no tots els motors d'inducció lineals produeixen moviment lineal; s'utilitzen alguns motors d'inducció lineals per generar rotacions de grans diàmetres on l'ús d'un primari continu seria molt car.
Igual que amb els motors rotatius, els motors lineals sovint funcionen amb una font d'alimentació trifàsica i poden suportar velocitats molt altes. Tanmateix, hi ha efectes finals que redueixen la força del motor i sovint no és possible instal·lar una caixa de canvis per compensar la força i la velocitat. Per tant, els motors d'inducció lineals solen ser menys eficients energèticament que els motors rotatius normals per a qualsevol sortida de força requerida.
Els LIM, a diferència dels seus homòlegs rotatius, poden donar un efecte de levitació. Per tant, s'utilitzen sovint quan cal força sense contacte, on es desitja un baix manteniment o on el cicle de treball és baix. Els seus usos pràctics inclouen la levitació magnètica, la propulsió lineal i els actuadors lineals. També s'han utilitzat per bombejar metalls líquids.

## Història
La història dels motors elèctrics lineals es remunta almenys a la dècada de 1840 fins al treball de Charles Wheatstone al King's College de Londres, però el model de Wheatstone era massa ineficient per ser pràctic. Un motor d'inducció lineal factible es descriu a la patent nord-americana 782312 (1905; inventor Alfred Zehden de Frankfurt-am-Main), i és per conduir trens o ascensors. L'enginyer alemany Hermann Kemper va construir un model de treball el 1935. A finals de la dècada de 1940, el professor Eric Laithwaite de l'Imperial College de Londres va desenvolupar el primer model de treball a mida completa.

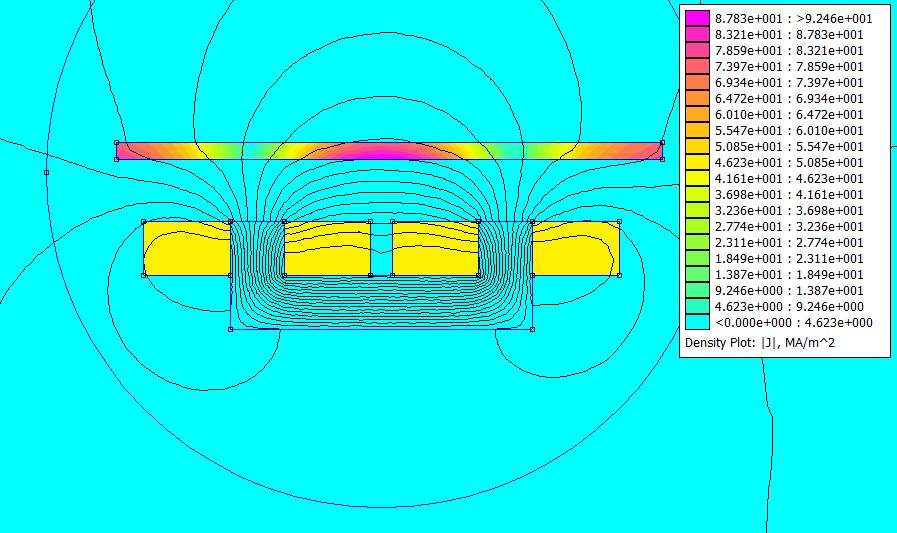
Simulació FEMM d'una secció transversal del riu magnètic, acolorida per la densitat de corrent elèctric

En una versió d'un sol costat, el camp magnètic pot crear forces de repulsió que allunyin el conductor de l'estator, levitant-lo i portant-lo al llarg de la direcció del camp magnètic en moviment. Laithwaite va anomenar les versions posteriors un riu magnètic. Aquestes versions del motor d'inducció lineal utilitzen un principi anomenat flux transversal on dos pols oposats es col·loquen un al costat de l'altre. Això permet utilitzar pals molt llargs i, per tant, permet una gran velocitat i eficiència.

## Construcció
El primari d'un motor d'inducció lineal consisteix típicament en un nucli magnètic pla (generalment laminat) amb ranures transversals que sovint es tallen rectes amb bobines col·locades a les ranures, amb cada fase donant una polaritat alterna de manera que les diferents fases se superposen físicament.
El secundari és sovint una làmina d'alumini, sovint amb una placa de suport de ferro. Alguns LIM són de doble cara amb un primari a cada costat del secundari i, en aquest cas, no es necessita cap suport de ferro.

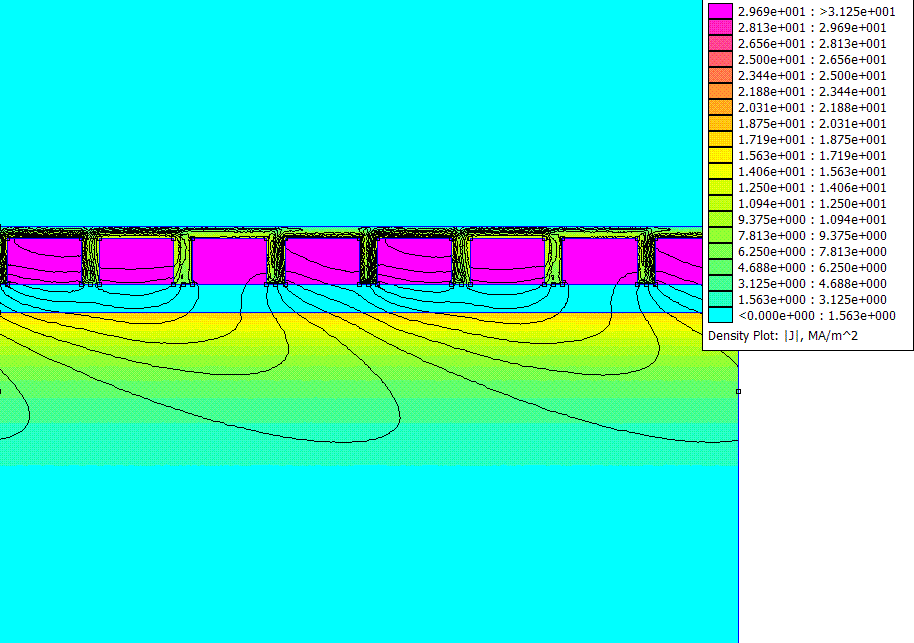
El camp magnètic d'un motor lineal escombrant cap a l'esquerra, més enllà d'un bloc d'alumini. Acolorida pel corrent elèctric induït.

## Principis
En aquest disseny de motor elèctric, la força és produïda per un camp magnètic en moviment lineal que actua sobre els conductors del camp. Qualsevol conductor, ja sigui un bucle, una bobina o simplement una peça de placa metàl·lica, que es col·loqui en aquest camp tindrà corrents de Foucault induïts, creant així un camp magnètic oposat d'acord amb la llei de Lenz. Els dos camps oposats es repel·leixen, creant moviment mentre el camp magnètic escombra el metall.
{\displaystyle n_{s}=2f_{s}/p}
on fs és la freqüència de subministrament en Hz, p és el nombre de pols i ns és la velocitat sincrònica del camp magnètic en revolucions per segon.
El patró de camp de desplaçament té una velocitat de:
{\displaystyle v_{s}=2tf_{s}}
on vs és la velocitat del camp de desplaçament lineal en m/s, i t és el pas del pol.
Per a un lliscament de s, la velocitat del secundari en un motor lineal ve donada per
{\displaystyle v_{r}=(1-s)v_{s}}